# Denise M’Baye

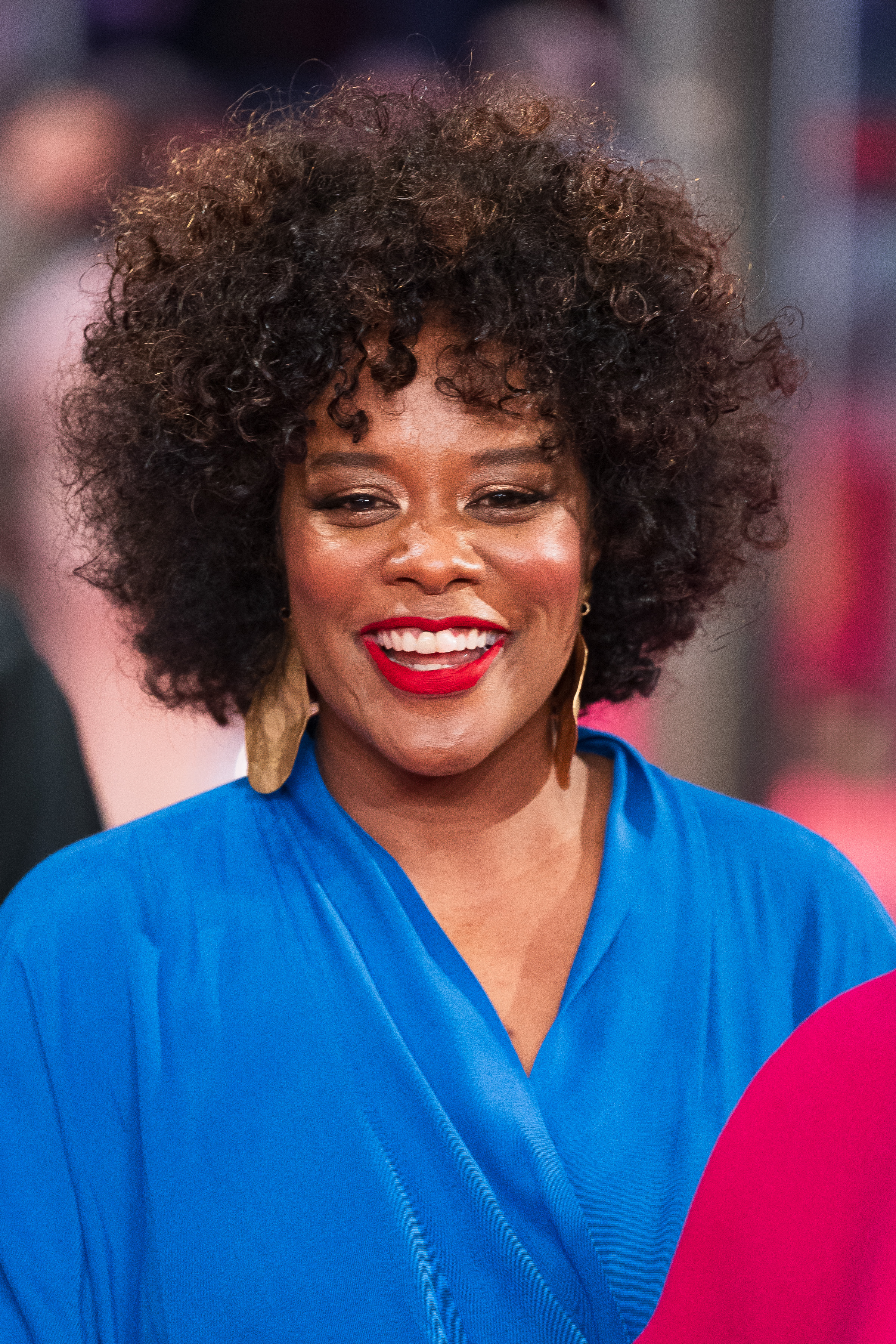
Denise M’Baye, 2023

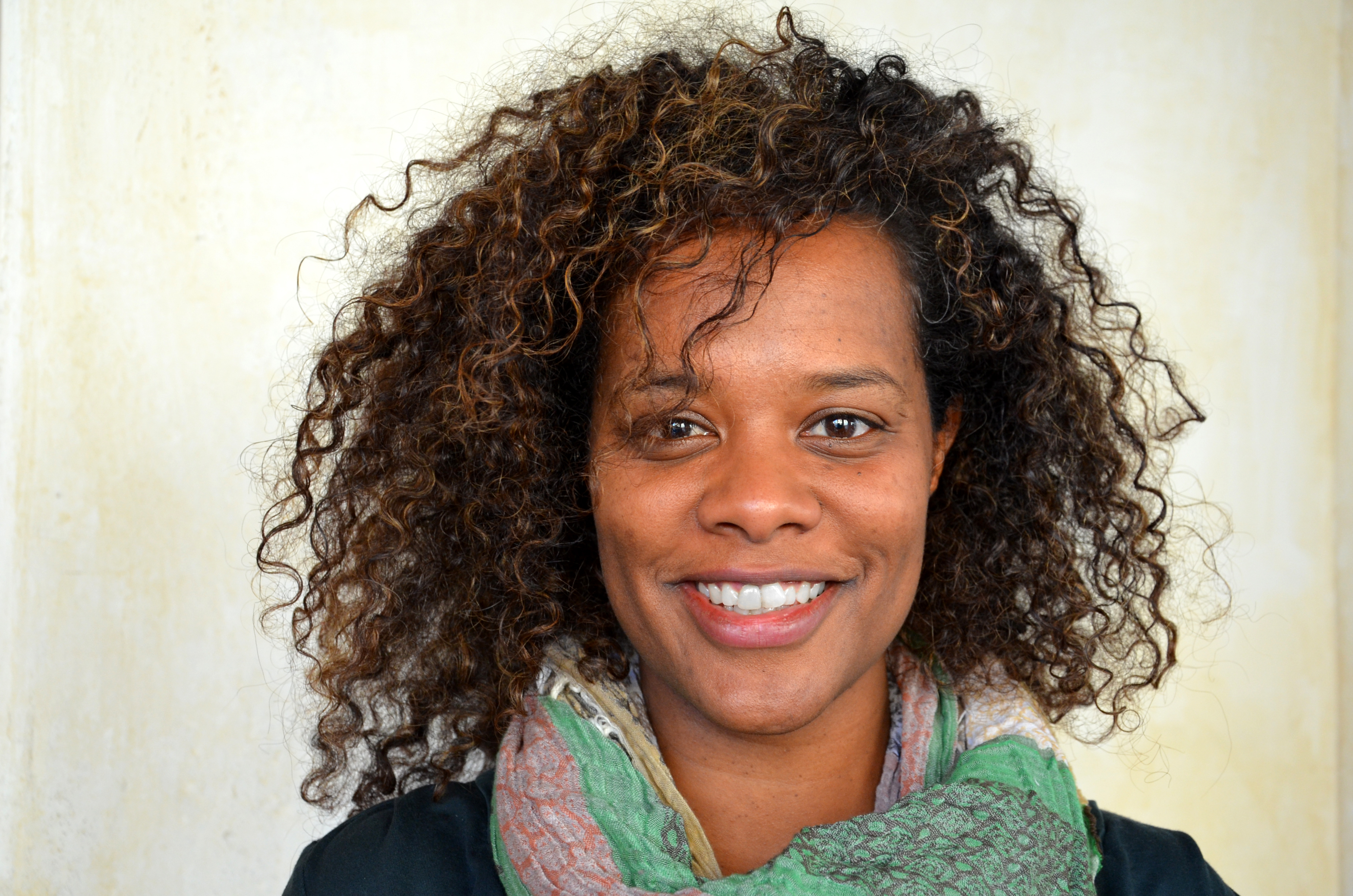
Denise M’Baye (2014)

Denise M’Baye (* 1974 in Gümse, einem Ortsteil der Stadt Dannenberg (Elbe) im Wendland) ist eine deutsche Schauspielerin und Sängerin.

## Leben
Denise M’Baye entstammt einer Familie mit senegalesischen, niederländischen, indonesischen und deutschen Wurzeln. Ihre Muttersprachen sind Deutsch und Französisch. 1994 legte sie ihr Abitur an der Lutherschule in Hannover ab, wo sie heute noch lebt. Sie hat zwei Kinder.
Dem deutschen Fernsehpublikum wurde sie durch Rollen in den Serien Rote Rosen und Um Himmels Willen bekannt. Außerdem hat sie Rollen am Klecks Theater in Hannover, am Staatstheater Hannover und Neuen Theater Hannover gespielt.
Sie tritt auch als Sängerin und Rapperin auf. 2002 veröffentlichte sie ihr erstes Soloalbum Denise M’Baye, im Herbst 2003 folgte das Album Zwei. Zurzeit tritt sie mit der Band D-Phunk auf. In der Vergangenheit arbeitete sie auch mit Pee Wee Ellis, Mo’ Horizons, Jazzkantine und Deutschland-Phunk zusammen. Denise M’Baye singt und rappt ihre selbstgeschriebenen Texte auf Deutsch, Französisch und Englisch. Sie setzt sich auch im Rahmen sozialer Projekte ein, so unter anderem bei dem Projekt Hannover rhapsody.
Am 25. November 2010 hielt sie eine Laudatio beim Niedersächsischen Hörfunkpreis in der Kategorie Schul-Internetradio, bei dem die Hörspiel-AG der KGS Wittmund den ersten Preis gewann.
Auf Vorschlag der niedersächsischen SPD-Landtagsfraktion wurde sie zum Mitglied der 17. Bundesversammlung gewählt.

## Filmografie
- 2009: Rote Rosen (Folge 575–604 als Naima Asamoah)
- 2010–2021: Um Himmels Willen (Fernsehserie)
- 2010: Um Himmels Willen – Weihnachten unter Palmen (Fernsehfilm)
- 2012: Um Himmels Willen – Mission unmöglich (Fernsehfilm)
- 2013: München 7 – Deeskalation (Fernsehserie)
- 2015: NinetyTwo
- 2017: Notruf Hafenkante – Abgeschoben (Fernsehserie)
- 2017: Das Wasser des Lebens
- 2017: Hubert und Staller – Wenn’s läuft, dann läuft’s (Fernsehserie)
- 2020:  Kroymann (Satiresendung, 1 Folge)
- 2022: Zu jung zu sterben. Ein Krimi aus Passau (Fernsehreihe)
- 2022: Die Rosenheim-Cops (Staffel 22, Folge 6)
- 2022: The Ordinaries (Spielfilm)
- 2023: In aller Freundschaft – Die jungen Ärzte – Schwerelos (Fernsehserie)
- 2023: 37 Sekunden (Fernsehserie)
- 2023: Was wir fürchten (Fernsehserie)
- 2024: Die Liebeskümmerer
- 2024: Alter weißer Mann
- 2024: Stille Nacht, raue Nacht (Fernsehfilm)
- 2025: Der Barcelona Krimi – Wächter der Stadt
- 2025: SOKO Leipzig – Namasté! (Fernsehserie)